# Medo, incerteza e dúvida
Medo, incerteza e dúvida, significado da abreviação FUD (do inglês fear, uncertainty, and doubt) é uma prática de marketing que consiste em desacreditar o concorrente espalhando desinformação sobre o produto rival. Apesar de ser uma prática moralmente condenável em muitos países, o FUD é aceito nos Estados Unidos.
A prática é antiga. Remonta à época da Guerra das Correntes. Thomas Edison conseguiu que execuções em cadeira elétrica fossem feitas com corrente alternada, caracterizando assim a corrente como perigosa.
A expressão também é utilizada no mercado de valores para expressar momento de alta volatilidade entre compradores e vendedores fazendo com que as tomadas de decisões sejam baseadas em fatores emocionais e não em estratégias.

## Microsoft
O termo é bastante usado na indústria da informática e é constantemente ligado a práticas da Microsoft. Em 2007, a empresa foi acusada de oferecer dinheiro para um engenheiro de software australiano chamado Rick Jelliffe, a fim de que editasse artigos sobre tecnologias rivais na enciclopédia online Wikipédia.